# Kriegerdenkmal am Galgenberg

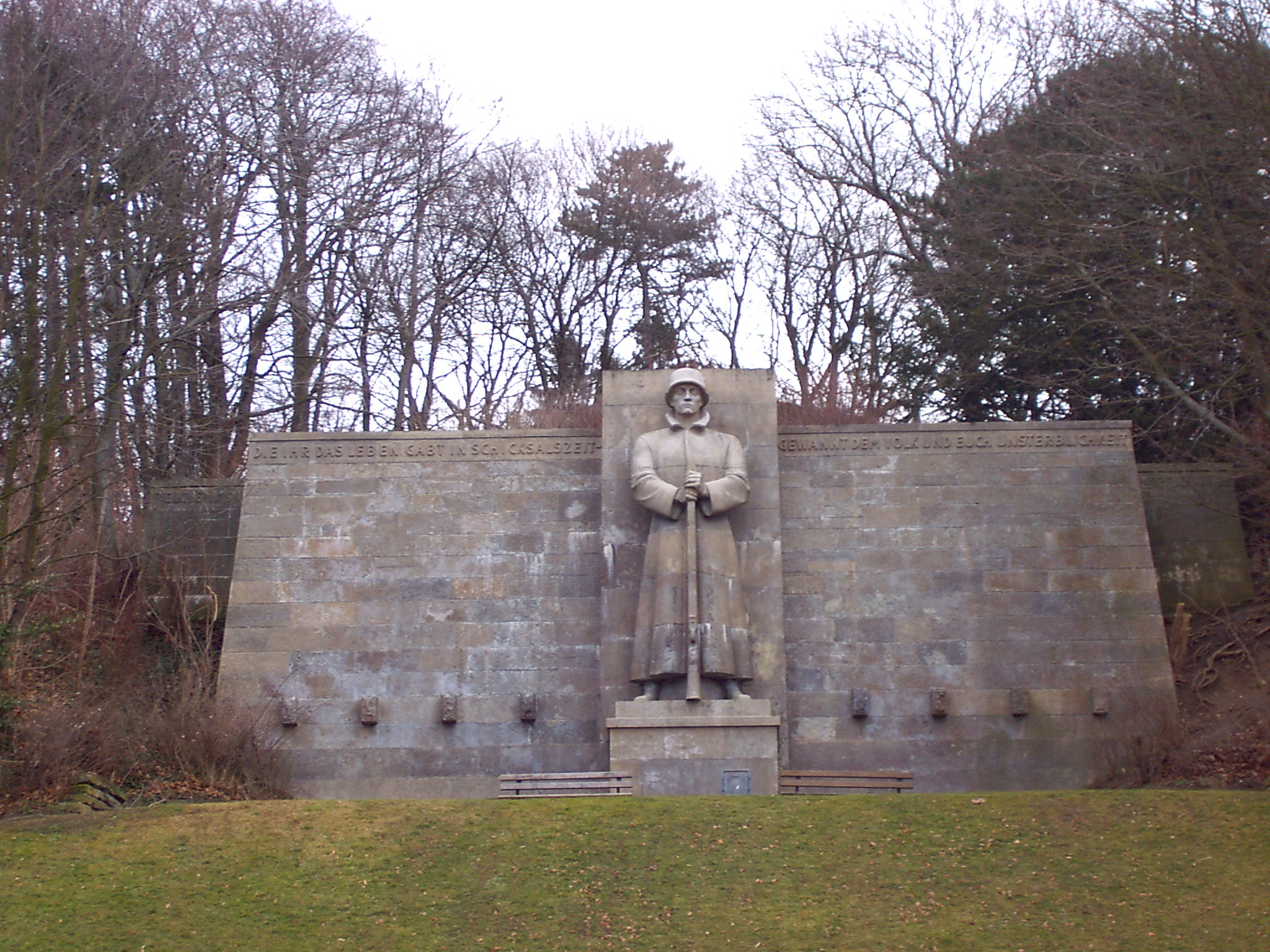
Vorderansicht des Kriegerdenkmals

Das Kriegerdenkmal am Galgenberg liegt am Südwesthang des Galgenbergs in Hildesheim und wurde ursprünglich den 4.165 im Ersten Weltkrieg Gefallenen des Infanterie-Regiments „von Voigts-Rhetz“ (3. Hannoversches) Nr. 79 gewidmet, dessen Stammregiment seit 1838 in Hildesheim stationiert gewesen war.

## Lage
Die abgesehen von ihrem untersten Abschnitt alleeartig ausgebaute Feldstraße führt auf das Denkmal zu. Der Name dieser Straße leitet sich allerdings nicht vom „Feld der Ehre“ ab, wie man naheliegenderweise vermuten könnte, sondern von dem Umstand, dass die Stadt sich zur Zeit ihrer Benennung (1877) nach Südosten ins „freie Feld“ ausbreitete. Zwischen ihrem Ende in Höhe der Haydnstraße und dem Denkmal liegt am Abhang die von der Richard-Wagner-Straße zweigeteilte sog. „Acht“, die von zwei runden Rasenflächen gebildet wird, um die Wege herum zum Denkmal führen. 200 m oberhalb desselben liegt hinter der Mozartstraße der Bismarckturm.

## Beschreibung

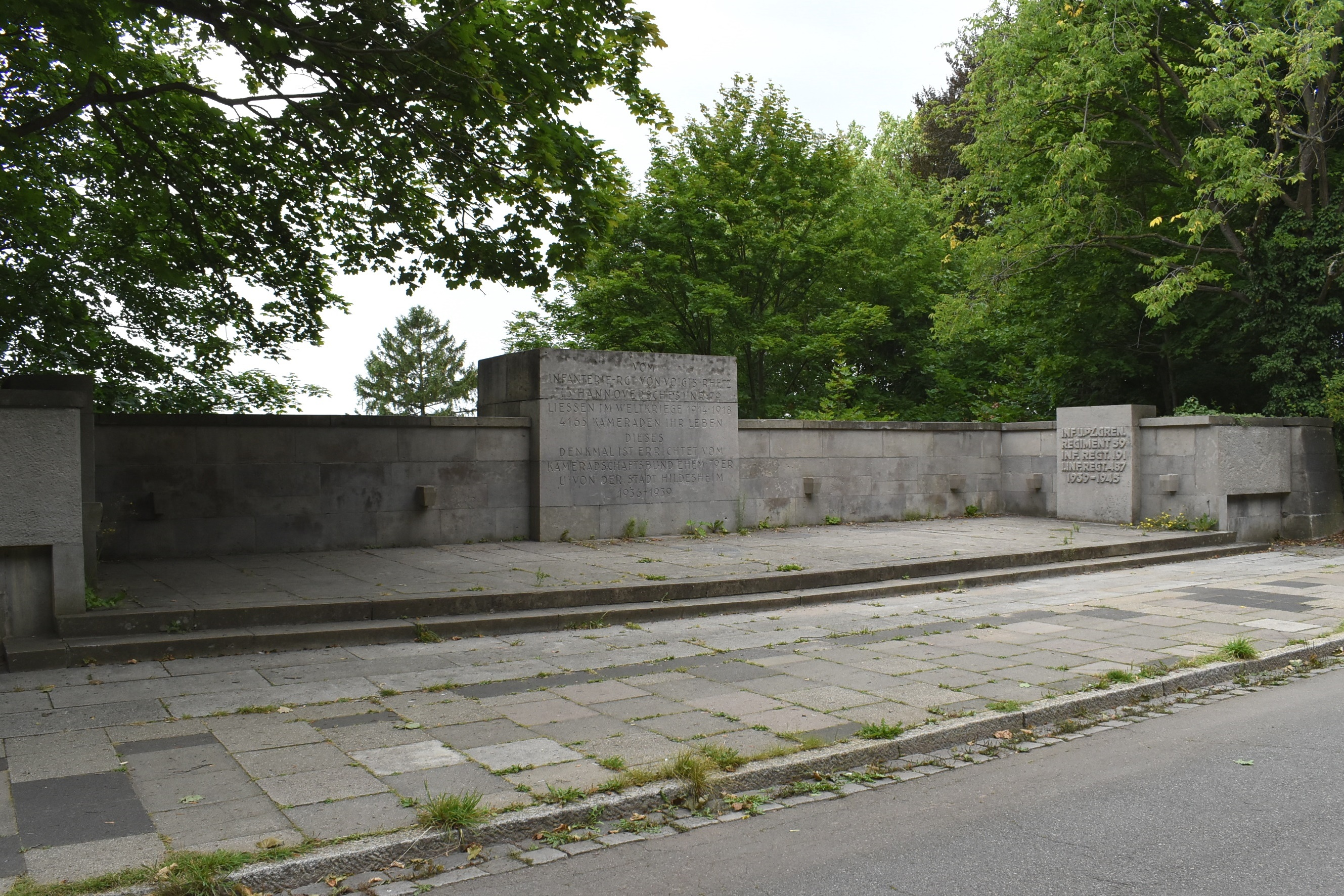
Ansicht der rückwärtigen Seite von der Mozartstraße

Das gut erhaltene Denkmal besteht aus Salzhemmendorfer Dolomit. Es wird dominiert von der etwa 5,5 m hohen Statue eines Soldaten mit Mantel und Stahlhelm, der, sein Gewehr zwischen seinen Füßen abgestellt, mit hochgeschlagenem Kragen auf einem Podest vor einem Pilaster Wache steht. Der Pilaster teilt eine insgesamt 19,5 m breite Wand aus regelmäßigem Quadermauerwerk aus großen Dolomitsteinen. Beiderseits des Kopfes des Soldaten ist auf einem Fries in hervorstehenden Majuskeln in Antiquaschrift folgende Inschrift angebracht:

„Die Ihr das Leben gabt in Schicksalszeit – gewannt dem Volk und Euch Unsterblichkeit.“

Darunter befinden sich auf jeder Seite jeweils vier Kranzhalter. In Fortsetzung des Frieses sind an den Seiten des Denkmals die Einsatzgebiete des Infanterie-Regiments 79 im Ersten Weltkrieg aufgeführt. Die ursprüngliche Widmung befindet sich auf der Rückseite der Mauer. Links und rechts davon erinnern im September 1956 angebrachte Gedenksteine an die Gefallenen des Panzer-Grenadier-Regiments Nr. 59 im Zweiten Weltkrieg.

## Geschichte

### Entstehung
Weil der 1920 errichtete Gedenkstein an der Steingrube angeblich brüchig geworden war, entschloss sich der Kameradschaftsbund der ehemaligen Angehörigen des Regiments im Jahr 1936, rechtzeitig zum 100-jährigen Jubiläum der Stationierung 1938 für ein neues Kriegerdenkmal zu sorgen. Dieses sollte „in seiner Form und in seiner Wuchtigkeit der Heldentaten der Gefallenen würdig“ sein und diese „für die kommenenden Geschlechter wach erhalten“, so der Hildesheimer Kameradschaftsführer Brandes gegenüber der Kameradschaft im Juni jenes Jahres.
Weil es nichtstaatlichen Organisationen verboten war, öffentlich Geld zu sammeln, konnten die Mittel nur durch Spenden der 2000 Mitglieder zusammenkommen. Deswegen sei die Mittelbeschaffung „sehr schwer“, beklagte sich Brandes in einem Brief vom 18. Mai 1937 an den Führer des Kameradschaftsbundes ehemaliger 79er, General a. D. Leopold von Ledebur, und könne nur „unter der Hand“ durch Werbetätigkeit „zuverlässiger Kameraden“ erfolgen.
Der Rat der Stadt Hildesheim bewilligte schließlich in seiner Sitzung am 22. November 1937 einen Betrag von 20.000 RM, wobei Oberbürgermeister Ernst Ehrlicher von einer „Ehrenpflicht“ der Stadt gegenüber dem Regiment sprach und die „treue Verbundenheit“ mit diesem und seinen Gefallenen betonte.
Mit der Gestaltung war der hannoversche Bildhauer August Waterbeck beauftragt. Dessen ursprünglicher Entwurf sah zwei „stahlhelmbewehrte Krieger“ vor, die „in Kameradschaft“ stehend „die Front verkörpern“ sollten. Diese Vorstellung konnte aber aus Kostengründen nicht vollständig verwirklicht werden. Als Inschrift hatte Waterbeck vorgesehen:

„Unserer Toten gedenken, heißt euch selbst, die Lebenden beschwören, daß ihr euch bereit haltet, wie wir zum ewigen Opfer, für das große, das ewige Deutschland.“

In der Zeitung Hildesheimer Beobachter hieß es dazu:

„… daß das Denkmal in den gedachten Maßen ein monumentales Werk ist, in dem das Formempfinden unserer Zeit stark zum Ausdruck kommt.“

Die Einweihung konnte wegen der Schwierigkeiten bei der Sammlung und wegen beim Bau auftretender Probleme nicht wie gewünscht im Jubiläumsjahr erfolgen, sondern fand erst am 10. Juni 1939 nach insgesamt dreijähriger Planungs- und Bauphase statt. Im Zweiten Weltkrieg blieb das Denkmal unbeschädigt.

### Jüngere Geschichte
Am 17. Oktober 1973 berichtete die Lokalpresse von Hakenkreuzschmierereien, am 22. April 1980 die Hildesheimer Allgemeine Zeitung davon, dass die mit roter Farbe aufgetragenen Sätze „Nazis raus aus Hildesheim“ und „Ich brauche keinen Heldentod“ Empörung bei Anwohnern und Spaziergängern ausgelöst haben. Auf einer Fotografie aus dem Jahre 1981 ist der Soldat von den mit weißer Farbe geschriebenen Worten „Nie wieder Krieg“ eingerahmt. 1986 schlug der Schreiber eines Leserbriefes an die HAZ vor, das Denkmal zugunsten eines Kinderspielplatzes abzutragen, konnte sich aber gegen drei Antwortbriefe, in denen darauf beharrt wurde, es sei „Erinnerung und Mahnung“, nicht durchsetzen. 1987 war das Denkmal eine der Stationen einer alternativen Studentenrundfahrt und wurde dabei von Studentinnen der Kulturpädagogik mehrfach mit schwarzem Tuch ver- und wieder enthüllt. Auf einer in der HAZ am 28. Februar 1996 unter „Zu guter Letzt“ erschienenen Fotografie trägt der Soldat einen zweiten Helm in Gestalt eines Toilettenbeckens.